# Ignacio Pinazo Martínez
Ignacio Pinazo Martínez (Valencia, 1883-Godella, 1970) fue un escultor español.

## Biografía
Fue hijo del artista Ignacio Pinazo Camarlench. 

### Estudios
A los 9 años empezaría su carrera artística de la mano de su progenitor, y posteriormente estudiaría en la Escuela de Bellas Artes de San Carlos, Valencia hasta que abandonó sus estudios para dedicarse a la escultura.

### Carrera artística

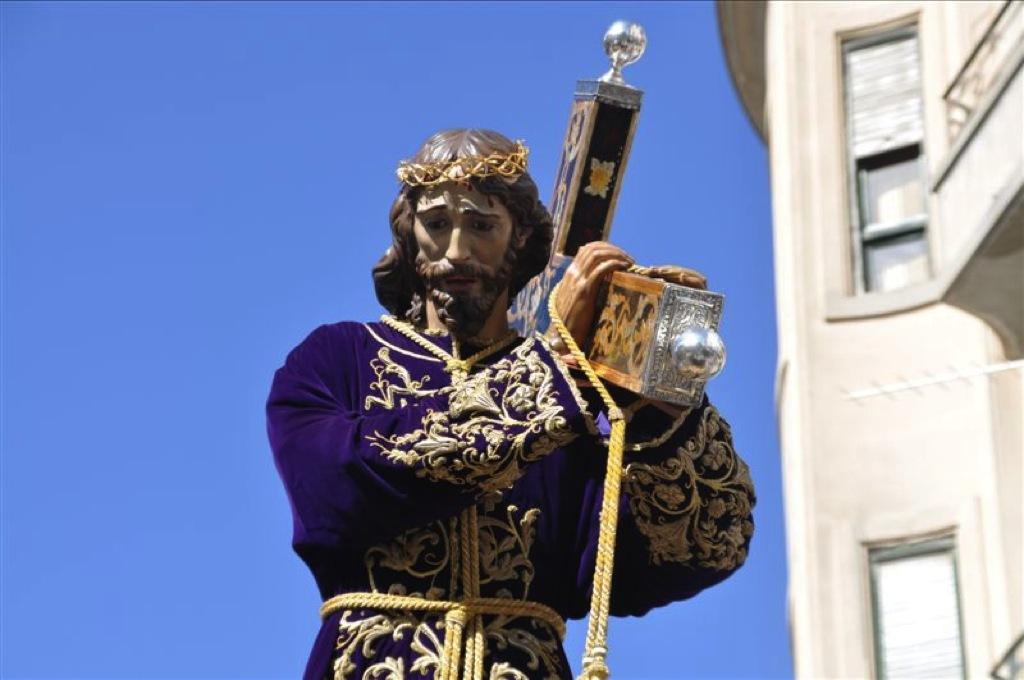
Imagen de Nuestro Padre Jesús Nazareno para la Cofradía de Jesús (Nazareno)

En el año 1900 se traslada a Madrid donde ingresaría en el Taller de Mariano Benlliure. Cuatro años después regresaría a su ciudad natal en donde obtuvo una pensión de la Diputación de Valencia para seguir con la carrera en Roma. Una de sus primeras obras fue El grabador Esteve.
En 1915 obtiene la Segunda Medalla en la Exposición Nacional de Bellas Artes por la escultura El Saque.
Otras obras destacadas fueron: El grabador Esteve, El Saque, El Enigma, Ofrenda, Flor de Valencia, Cabeza de labrador valenciano, Fantasía sobre la Dama de Elche, etc.
Estuvo interesado en el arte estatutorio barroco y del neoclásico adoptando características de otros artistas como Alonso Cano.
En 1942 realizó la imagen de Nuestro Padre Jesús Nazareno para la Cofradía de Jesús (Nazareno) de la Semana Santa de Cieza (Murcia).
En 1950 realizó el busto de medio cuerpo con capa de Pedro Muñoz Seca situado en la localidad natal del comediógrafo, El Puerto de Santa María
En 1969 fue nombrado Académico de Bellas Artes y obtuvo varias condecoraciones a nivel nacional e internacional.

### Fallecimiento
Pinazo falleció  en 1970 en Godella.